# Willughbeia gigantea
Willughbeia gigantea är en oleanderväxtart som först beskrevs av Jacob Gijsbert Boerlage, och fick sitt nu gällande namn av Markgraf. Willughbeia gigantea ingår i släktet Willughbeia och familjen oleanderväxter. Inga underarter finns listade i Catalogue of Life.